# 葉鱗魚目
葉鱗魚目（Phyllolepid）是一類扁平的盾皮魚綱，化石分布在全世界，生活在泥盆紀。葉鱗魚類身上也擁有堅硬的甲冑，但是型態與萊因鮫目相異。